# Адміністративний устрій Середино-Будського району
Адміністративний устрій Середино-Будського району — адміністративно-територіальний поділ Середино-Будського району Сумської області на 1 селищну громаду, 1 міську та 9 сільських рад, які об'єднують 53 населені пункти та підпорядковані Середино-Будській районній раді. Адміністративний центр — місто Середина-Буда.

## Список громадСередино-Будського району
| № | Назва                             | Центр                 | Населені пункти | Площа км² | Місце за площею | Населення (2001), чол. | Місце за населенням |
| - | --------------------------------- | --------------------- | --- | --------- | --------------- | ---------------------- | ------------------- |
| 1 | Зноб-Новгородська селищна громада | смт Зноб-Новгородське | c. Боровичі c. Василівське c. Голубівка c. Журавка c. Заріччя смт Зноб-Новгородське c. Зноб-Трубчевська c. Карпеченкове c. Красноярське c. Кренидівка c. Кривоносівка c. Кудоярове c. Кустине c. Лісне c. Любахове c. Люте c. Мефедівка c. Нововасилівка c. Очкине c. Поліське c. Стягайлівка c. Таборище c. Українське c. Улиця c. Хильчичі c. Червоне c. Четвертакове |           |                 |                        |                     |

## Список радСередино-Будського району
| №  | Назва                            | Центр             | Населені пункти                                                                                          | Площа км² | Місце за площею | Населення (2001), чол. | Місце за населенням |
| -- | -------------------------------- | ----------------- | --- | --------- | --------------- | ---------------------- | ------------------- |
| 1  | Середино-Будська міська рада     | м. Середина-Буда  | м. Середина-Буда c. Винторівка c-ще Прогрес c-ще Рудак c-ще Зарічне c. Сорокине c. Хлібороб c. Шалимівка |           |                 |                        |                     |
| 2  | Великоберізківська сільська рада | c. Велика Берізка | c. Велика Берізка c. Лукашенкове c. Перемога c. Троїцьке c. Ясна Поляна                                  |           |                 |                        |                     |
| 3  | Жихівська сільська рада          | c. Жихове         | c. Жихове c. Гутко-Ожинка c. Красичка c-ще Нова Спарта c. Рудня                                          |           |                 |                        |                     |
| 4  | Кам'янська сільська рада         | c. Кам'янка       | c. Кам'янка                                                                                              |           |                 |                        |                     |
| 5  | Пигарівська сільська рада        | c. Пигарівка      | c. Пигарівка c. Луг c. Ріг                                                                               |           |                 |                        |                     |
| 6  | Рожковицька сільська рада        | c. Рожковичі      | c. Рожковичі c. Нововолодимирівка c. Порохонь c. Ситне                                                   |           |                 |                        |                     |
| 7  | Ромашківська сільська рада       | c. Ромашкове      | c. Ромашкове c. Демченкове c. Лісова Поляна                                                              |           |                 |                        |                     |
| 8  | Старогутська сільська рада       | c. Стара Гута     | c. Стара Гута c. Василівка c. Гаврилова Слобода c. Нова Гута                                             |           |                 |                        |                     |
| 9  | Уралівська сільська рада         | c. Уралове        | c. Уралове c. Чигин                                                                                      |           |                 |                        |                     |
| 10 | Чернацька сільська рада          | c. Чернацьке      | c. Чернацьке                                                                                             |           |                 |                        |                     |

* Примітки: м. — місто, с-ще — селище, смт — селище міського типу, с. — село